# Mèo lông ngắn Ba Tư

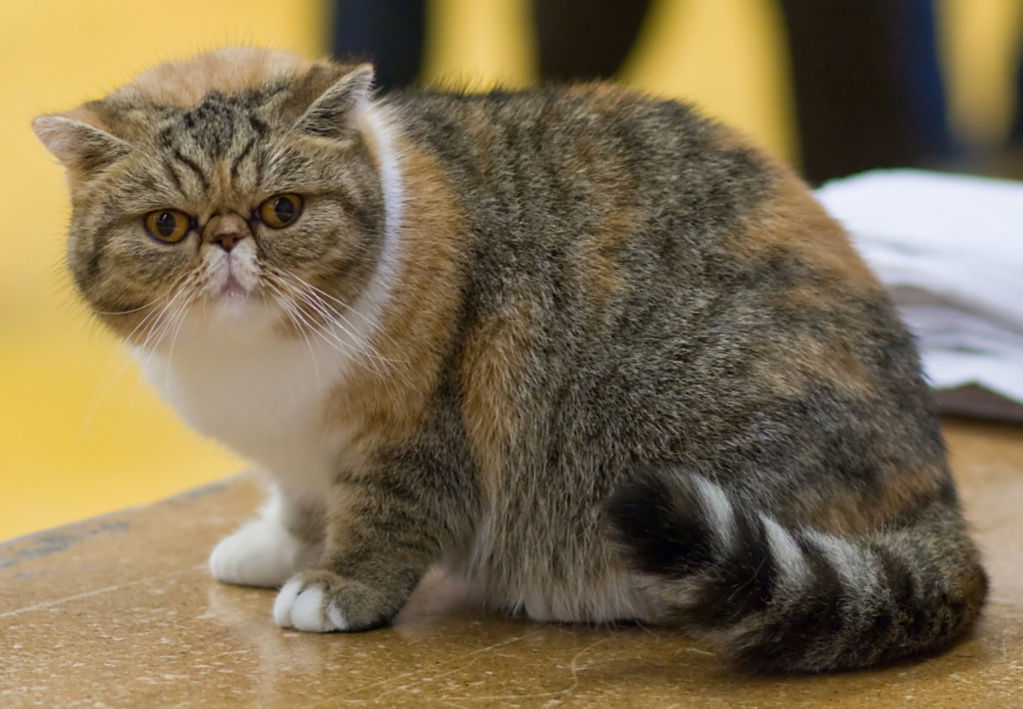
Mèo Ba Tư mặt tịt

Mèo lông ngắn Ba Tư hay còn gọi là mèo Exotic (Exotic Shorthair) hay còn gọi là mèo Ba Tư mặt tịt là giống mèo có nguồn gốc tại Mỹ, được phát triển trên cơ sở phiên bản của giống mèo Ba Tư. Chúng là giống khá nổi tiếng, đáng yêu và được nhiều người hâm hộ, đặc biệt là nữ giới. Mèo Exotic lông ngắn là giống mèo khá mới có nguồn gốc Ba Tư thuần chủng, lai với giống mèo Mỹ lông ngắn từ những năm 1950. Đến sau đó, chúng được lai với mèo Miến Điện và mèo Abyssinians. Giống mèo Ba Tư lông ngắn được Hiệp hội mèo thế giới công nhận vào năm 1966. 

## Đặc điểm

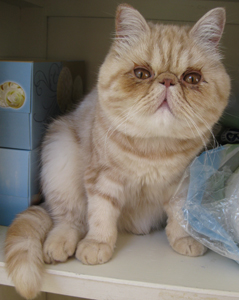
Hình ảnh Con Mèo Exotic

Mèo Exotic lông ngắn có ngoại hình mập mạp, tròn trịa với bộ mặt đáng yêu. Thân hình chắc chắn với cặp chân mạnh mẽ, đầu lớn và ngực sâu. Chúng có khuôn mắt trong ngây ngô, đôi tai hình tam giác dựng đứng, mũi ngắn và nhỏ, đuôi dài và lông dầy. Mèo exotic có lông ngắn hơn so với các giống mèo Ba Tư khác. Lông của chúng dày và mềm mịn hơn. Màu lông của chúng cũng đa dạng, có đen, trắng vàng hoặc nâu.
Chúng có chiều cao trung bình khoảng 24,5-30,5 cm với cân nặng từ 3,17-5,4 kg. Giống mèo này có tính cách hiền hòa, nhẹ nhàng và ngọt ngào. Chúng là động vật quấn chủ, tình cảm và rất thích được vuốt ve. Mèo exotic cũng khá hòa đồng với những vật nuôi khác, do bản tính hiền lành nên dễ bị bắt nạt khi chơi hay ở cùng, ăn chung. Chúng khá lười biếng, chỉ thích được ngủ và vuốt ve, ít hoạt động. Tuổi thọ trung bình của mèo lông ngắn ba tư là 10-15 năm, khá dài. Trong cuộc sống, mèo exotic khá khỏe mạnh, ít mắc bệnh tật nguy hiểm.
Tuy nhiên điểm yếu của chúng là đây là dòng mèo lai, nên nguy cơ mắc bệnh qua di truyền lại khá cao. Một số bệnh qua di truyền dễ mắc phải như: Khó khăn về hô hấp do hẹp xương mũi, Mọc răng không đều, xiêu vẹo hoặc xiên vào nhau, Hay bị chảy nước mắt, Mắc chứng đau mắt đỏ hoặc lông mi quặp mi mắt, Mắc bệnh mẫn cảm với nhiệt độ, Bệnh thận đa nang. Chúng có thể bị vảy nến, hiện tượng da sung đỏ, tấy và rụng lông nhiều. Bản tính lười vận động, thích ngủ khiến giống mèo này đối mặt với nguy cơ dễ bị béo phì do chế độ ăn uống và hoạt động không hợp lý.
Mèo Ba Tư lông ngắn và ít bị rụng hơn so với mèo Ba Tư lông dài, giống mèo này rất thích chải chuốt để cho lông sạch và gọn gàng, không cần quá mất nhiều công chăm sóc cho chúng, chú ý là vẫn nên chải lông thường xuyên hằng ngày để loại bỏ lông rụng, đồng thời tăng tuần hoàn cho chúng. Nên tắm gội cho chúng mỗi tháng bằng sữa tắm riêng. Giống mèo này cũng rất hay chảy nước mắt, khiến chúng bị bết, bẩn, lau mặt cho chúng hằng ngày bằng khăn ẩm. Thực hiện đánh răng hàng tuần để tránh những bệnh về răng miệng. Nên để cho chúng ở và ngủ những nơi thoáng mát, tránh nơi kín quá hay nhỏ hẹp quá.